# شک
معنی لفظ کلمه شک به این بستگی دارد که چگونه به مفهوم شک نگاه می‌کنید.دیدگاه عقلانی (عقل در نظر حکمای الهی) و برهانی شک این‌است که شک به راه تعالی نمیتواند وسیله رسیدن به حقیقت محسوب می‌شود و راه نجات انسان نیست. شک در مقابل یقین قرار می‌گیرد در یک کلمه فرق بین شک و یقین علیت است اگر امری دلیل دارد یقین است و اگر ندارد صدق ان زیر تیغ شک می‌رود.
شکاکان بزرگ تمام عقاید و آرا را زیر تیغ شک بردند جز چند مورد که سالم ماندند:
- عدم اجتماع نقیضین
- بزرگتر بودن کل از جزِ خود

به این دو مورد شک راه ندارد زیرا اگر در مورد اول شک کنیم خود شک ما باطل می‌شود و در مورد دوم اگر شک کنیم بازهم لازمه محال رخ داده و شک ما باطل می‌شود. (دقت کنید که در هر دو مورد روا نبودن شک از علیت طبعیت می‌کرد)
امور بالا را اهل منطق، اصل یقینیات می‌دانند.
در مورد علیت نیز باید گفت تمام احکام و امور صادره چه عقلی ٬وجدانی و حسی وچه امری و مولوی از ان جهت که حکم و امر است وجوداً بر مبنای علت و معلول بنا شده‌اند و حالت دیگری در این قضیه راه ندارد زیرا اگر حالت دیگری نیز بیان شود باید دلیل و علت داشته باشد و مورد سیطره علیت قرار می‌گیرد.
شک راه صدق و کذب را نمایان و باعث تحول و تغییر می‌شود و باعث درست شدن عقاید و نظرات است. نویسنده مسلمان مصری (محمود الجوزفی) در کتاب احادیث روایت نشده دربارهٔ شک می‌نویسد:و جَعَل المَشکوکین فی العَرضِ و خالدین فیها (همانا شک کنندگان در زمین می‌مانند و در آن جاودانه اند)